# ウアラタ
ウアラタ (Oualata, ولاته) は、モーリタニア南東部ホズ・エッ・シャルギ州の町。マンデ人やソニンケ人に近い農耕・牧畜民が最初に町を作ったと考えられている。彼らはモーリタニアのタガン高地 (Tagant) の断崖やティシット＝ウアラタの切り立った岬に沿って暮らしていた。その地で、彼らはアフリカ大陸最古となる石造建築物を立てていたのである。
彼らが現在残る町を作ったのは11世紀のことである。当時は、ガーナ王国の一部だった。町は1076年に一度壊されたが、1224年に再建されると、サハラ交易の要衝として、またイスラーム研究の重要拠点として繁栄した。マリ帝国が支配していた1352年、イブン・バットゥータがこの町を訪れる。
現在のウアラタには手稿の博物館が残っている。また、独自の装飾を施した地元の伝統的建造物は、「ウアダン、シンゲッティ、ティシット、ウアラタの古いクスール」としてユネスコの世界遺産に登録されている。